# Yukio Shimomura
Yukio Shimomura, född 25 januari 1932 i Hiroshima prefektur, Japan, är en japansk tidigare fotbollsspelare.